# Camp de prisonniers de Tammisaari
Le camp de prisonniers de Tammisaari (finnois : Tammisaaren vankileiri) puis camp de travail forcé de Tammisaari (finnois : Tammisaaren pakkotyölaitos) était une camps de prisonniers de guerre situé à Ekenäs en Finlande. 

## Histoire
Le camp est établi en mai 1918 pour emprisonner les Gardes rouges à la fin de la guerre civile finlandaise. 
Le camp est alors contrôlé par la Garde blanche. 
Tammisaari était le plus connu des camps de prisonniers de la guerre civile finlandaise.
Les conditions de vie y sont particulièrement difficiles et le taux de mortalité est très élevé. 
Entre juin et décembre 1918, 2 873 prisonniers meurent de faim et de maladie, soit un prisonnier sur trois.
À partir de 1920, il sert de camp de travail pour les prisonniers politiques communistes.
Il sert de pénitencier jusqu'en 1940.
Pendant la Seconde Guerre mondiale, il sert de garnison pour l'armée finlandaise.

## Prisonniers connus
- Aimo Aaltonen (1934–1940)
- Aleksanteri Ahola-Valo (1939–1940)
- Aarne Arvonen (1918)
- Yrjö Leino (1935–1938)
- Toivo Hjalmar Långström (1923–1926, 1930–1934)
- Julius Nurminen (1918)
- Ville Pessi (1935–1940)
- Arvo Tuominen (1922–1926, 1928–1933)
- Kaarlo Uskela (1918–1919)
- Niilo Wälläri (1923–1928)
- Armas Äikiä (1927–1928, 1930–1935)
- Anton Huotari (1918-1922)